# 普拉迪普·内帕尔
普拉迪普·内帕尔（1954年1月—2025年5月6日）是尼泊尔的一位政治家和作家。他出生于尼泊尔王国博杰布尔县戈加内。他在大部分政治生涯中隶属于尼泊尔共产党（联合马列）；2021年，参与创建尼泊尔共产党（联合社会主义者）。他曾担任多个部长职务，包括信息和通信部长、水资源部长、卫生部长以及教育部长。他在加德满都逝世，得年71岁。